# Temporada 2025 de la WNBA
La temporada 2025 de la WNBA es la 29.ª temporada de la Asociación Nacional de Baloncesto Femenino (WNBA), una liga profesional de baloncesto femenino con sede en los Estados Unidos.
La liga se expandió de 12 a 13 equipos con la incorporación de las Golden State Valkyries, la cual se anunció en 2023. 
La temporada regular se desarrollará del 16 de mayo al 11 de septiembre, y cada uno de los 13 equipos jugará 44 partidos: cuatro partidos contra cinco equipos de la misma conferencia, dos equipos de la otra conferencia y tres partidos contra los cuatro equipos restantes. 
Se jugarán cinco partidos de la temporada regular contra equipos de la misma conferencia para determinar la clasificación para la Copa del Comisionado, un torneo durante la temporada que se jugó por primera vez en 2021; la final será organizada por el equipo con el mejor récord de victorias y derrotas en los partidos de clasificación.
La temporada 2025 contará con un descanso de una semana para el Juego de Estrellas de la WNBA en julio de 2025.
Los ocho equipos con los mejores récords de temporada regular, independientemente de la conferencia, se clasificarán para los Playoffs de la WNBA, para determinar el campeón de la liga en las Finales de la WNBA de 2025. Desde 2022, los playoffs se disputan en una serie el mejor de tres en la primera ronda y un formato el mejor de cinco para las semifinales y las Finales de la WNBA.
New York Liberty son las campeonas defensoras, habiendo ganado su primer título de la WNBA en 2024.

## Draft de expansión de la WNBA 2024
El Draft de expansión de la WNBA se llevó a cabo el 6 de diciembre de 2024 para completar la plantilla de las Golden State Valkyries, equipo de expansión. Las Valkyries seleccionaron a una jugadora de cada uno de los doce equipos existentes, excepto de las Seattle Storm. 
| Selección | Jugadora            | Nacionalidad   | Equipo anterior    | Universidad/País |
| --------- | ------------------- | -------------- | ------------------ | ---------------- |
| 1         | Iliana Rupert       | Francia        | Atlanta Dream      | Francia          |
| 2         | María Conde         | España         | Chicago Sky        | Florida State    |
| 3         | Veronica Burton     | Estados Unidos | Connecticut Sun    | Northwestern     |
| 4         | Carla Leite         | Francia        | Dallas Wings       | Francia          |
| 5         | Temi Fágbénlé       | Reino Unido    | Indiana Fever      | USC              |
| 6         | Kate Martin         | Estados Unidos | Las Vegas Aces     | Iowa             |
| 7         | Stephanie Talbot    | Australia      | Los Angeles Sparks | Australia        |
| 8         | Cecilia Zandalasini | Italia         | Minnesota Lynx     | Italia           |
| 9         | Kayla Thornton      | Estados Unidos | New York Liberty   | UTEP             |
| 10        | Monique Billings    | Estados Unidos | Phoenix Suns       | UCLA             |
| 11        | No selección        | -              | Seattle Storm      | -                |
| 12        | Julie Vanloo        | Bélgica        | Washington Mystics | Bélgica          |

## Draft de la WNBA 2025
El Draft de la WNBA se llevó a cabo el 14 de abril en la ciudad de Nueva York. Las Dallas Wings ganaron la primera elección en la lotería del draft ponderado, celebrado entre los cuatro equipos que no clasificaron para los Playoffs de la WNBA. Las selecciones de lotería restantes fueron para segundo lugar, Los Angeles Sparks; para tercer lugar, Chicago Sky; Y en cuarto lugar, Washington Mystics; las selecciones restantes se basan en el récord de la temporada regular de los equipos que clasificaron para los Playoffs.

### Selecciones de Primera Ronda
| Selección                                                               | Jugadora            | Nacionalidad   | Equipo                                     | Universidad/Equipo         |
| ----------------------------------------------------------------------- | ------------------- | -------------- | ------------------------------------------ | -------------------------- |
| 1                                                                       | Paige Bueckers      | Estados Unidos | Dallas Wings                               | UConn                      |
| 2                                                                       | Dominique Malonga   | Francia        | Seattle Storm (de Los Angeles)             | ASVEL Féminin (FRA)        |
| 3                                                                       | Sonia Citron        | Estados Unidos | Washington Mystics (de Chicago)            | Notre Dame                 |
| 4                                                                       | Kiki Iriafen        | Estados Unidos | Washington Mystics                         | USC                        |
| 5                                                                       | Justė Jocytė        | Lituania       | Golden State Valkyries                     | ASVEL Féminin (FRA)        |
| 6                                                                       | Georgia Amoore      | Australia      | Washington Mystics (de Atlanta via Dallas) | Kentucky                   |
| 7                                                                       | Aneesah Morrow      | Estados Unidos | Connecticut Sun (de Phoenix via New York)  | LSU                        |
| 8                                                                       | Saniya Rivers       | Estados Unidos | Connecticut Sun (de Indiana)               | NC State                   |
| 9                                                                       | Sarah Ashlee Barker | Estados Unidos | Los Angeles Sparks (de Seattle)            | Alabama                    |
| Las Vegas Aces (castigo debido a infracciones de las reglas de la liga) |                     |                |                                            |                            |
| 10                                                                      | Ajsa Sivka          | Eslovenia      | Chicago Sky (de Connecticut)               | Tarbes Gespe Bigorre (FRA) |
| 11                                                                      | Hailey Van Lith     | Estados Unidos | Chicago Sky (de Minnesota)                 | TCU                        |
| 12                                                                      | Aziaha James        | Estados Unidos | Dallas Wings (de New York via Phoenix)     | NC State                   |

| Seleccionada al Juego de Estrellas |

## Temporada regular

### Copa del Comisionado
Se jugaron cinco partidos de temporada regular a principios de junio contra equipos de la misma conferencia para determinar la clasificación para la Copa del Comisionado de la WNBA, un torneo de temporada que se jugó por primera vez en 2021; la final fue organizada por el equipo con el mejor récord en los juegos de clasificación, en este caso las Minnesota Lynx.
| 1 de julio | Minnesota Lynx                                                            | 59–74                                | Indiana Fever                                                          | Mineápolis, Minnesota                                                                                    |  |
| 18:00      | Parciales: 20-12, 7-20, 15-20, 17-22                                      | Parciales: 20-12, 7-20, 15-20, 17-22 | Parciales: 20-12, 7-20, 15-20, 17-22                                   | |  |
|            | Estadísticas Alanna Smith (15) Napheesa Collier (9) Courtney Williams (4) | Reporte Pts Reb Asts                 | Estadísticas (16) Natasha Howard (12) Natasha Howard (6) Aliyah Boston | Pabellón: Target Center Asistencia: 12,778 espectadores Árbitros: Roy Gulbeyan Tiara Cruse Isaac Barnett |  |

### Juego de Estrellas
La vigésima primera edición del Juego de Estrellas de la WNBA se llevará a cabo el sábado 19 de julio de 2025 en el Gainbridge Fieldhouse de la ciudad de Indianápolis, Indiana, casa de las Indiana Fever. 
| 19 de julio | Team Clark                                                                     | 131–151                               | Team Collier                                                               | Indianápolis, Indiana                                                                                         |  |
| 18:30       | Parciales: 36-49, 24-33, 35-37, 36-32                                          | Parciales: 36-49, 24-33, 35-37, 36-32 | Parciales: 36-49, 24-33, 35-37, 36-32                                      | |  |
|             | Estadísticas Kelsey Mitchell (20) Kayla Thornton (11) S. Ionescu, B. Sykes (7) | Reporte Pts Reb Asts                  | Estadísticas (36) Napheesa Collier (11) Skylar Diggins (15) Skylar Diggins | Pabellón: Gainbridge Fieldhouse Asistencia: 16,988 espectadores Árbitros: Tiara Cruse Angel Kent Jenna Reneau |  |

### Clasificaciones
| #  | Equipo                 | G  | P  | PCT  | PD   | Conf. | Local | Visitante | Copa |
| -- | ---------------------- | -- | -- | ---- | ---- | ----- | ----- | --------- | ---- |
| 1  | Minnesota Lynx (p)     | 28 | 5  | .848 | --   | 17–2  | 17–1  | 11–4      | 5–1  |
| 2  | Atlanta Dream          | 22 | 12 | .647 | 6.5  | 11–6  | 10–5  | 12–7      | 3–2  |
| 3  | New York Liberty       | 21 | 13 | .618 | 7.5  | 11–3  | 13–4  | 8–9       | 4–1  |
| 4  | Las Vegas Aces         | 21 | 14 | .600 | 8    | 13–8  | 12–5  | 9–9       | 2–4  |
| 5  | Phoenix Mercury        | 20 | 13 | .606 | 8    | 10–8  | 11–6  | 9–7       | 4–2  |
| 6  | Indiana Fever (c)      | 19 | 16 | .543 | 10   | 11–8  | 10–8  | 9–8       | 4–1  |
| 7  | Golden State Valkyries | 18 | 16 | .529 | 10.5 | 7–10  | 10-6  | 8–10      | 3–3  |
| 8  | Seattle Storm          | 17 | 18 | .486 | 12   | 9–11  | 8–10  | 9–8       | 4–2  |
| 9  | Los Angeles Sparks     | 16 | 18 | .471 | 12.5 | 6–12  | 6–10  | 10–8      | 2–4  |
| 10 | Washington Mystics     | 16 | 18 | .471 | 12.5 | 8–7   | 10–7  | 6–11      | 2–3  |
| 11 | Dallas Wings           | 9  | 26 | .257 | 20   | 3–14  | 5–13  | 4–13      | 1–5  |
| 12 | Chicago Sky            | 8  | 25 | .242 | 20   | 2–14  | 5–12  | 3–13      | 1–4  |
| 13 | Connecticut Sun        | 6  | 27 | .182 | 22   | 4–9   | 5–12  | 1–15      | 1–4  |

- Actualizada al 17 de agosto de 2025.[7]

Notas
r- Campeón de temporada regular
c- Campeón de copa comisionario
p- Calificadas a playoffs
e - Eliminadas de playoffs

### Premios individuales

#### Jugadora de la semana
| Semana                        | Conferencia Este    | Conferencia Este   | Conferencia Oeste    | Conferencia Oeste      | Referencia    |
| Semana                        | Jugadora            | Equipo             | Jugadora             | Equipo                 | Referencia    |
| ----------------------------- | ------------------- | ------------------ | -------------------- | ---------------------- | ------------- |
| Semana 1 (16-25 mayo)         | Natasha Cloud       | New York Liberty   | Napheesa Collier     | Minnesota Lynx         | [ 8 ] [ 9 ]   |
| Semana 2 (26 mayo-1 junio)    | Allisha Gray        | Atlanta Dream      | A'ja Wilson          | Las Vegas Aces         | [ 10 ] [ 11 ] |
| Semana 3 (2-8 junio)          | Kelsey Mitchell     | Indiana Fever      | Napheesa Collier (2) | Minnesota Lynx         | [ 12 ] [ 13 ] |
| Semana 4 (9-15 junio)         | Allisha Gray (2)    | Atlanta Dream      | Kayla Thornton       | Golden State Valkyries | [ 14 ] [ 15 ] |
| Semana 5 (16-22 junio)        | Shakira Austin      | Washington Mystics | Nneka Ogwumike       | Seattle Storm          | [ 16 ] [ 17 ] |
| Semana 6 (23-29 junio)        | Angel Reese         | Chicago Sky        | A'ja Wilson (2)      | Las Vegas Aces         | [ 18 ] [ 19 ] |
| Semana 7 (30 junio-6 julio)   | No otorgado         | No otorgado        | No otorgado          | No otorgado            |               |
| Semana 8 (7-13 julio)         | Sabrina Ionescu     | New York Liberty   | Alyssa Thomas        | Phoenix Mercury        | [ 20 ] [ 21 ] |
| Semana 9 (14-20 julio)        | No otorgado         | No otorgado        | No otorgado          | No otorgado            |               |
| Semana 10 (21-27 julio)       | Sabrina Ionescu (2) | New York Liberty   | Dearica Hamby        | Los Angeles Sparks     | [ 22 ] [ 23 ] |
| Semana 11 (28 julio-3 agosto) | Aliyah Boston       | Indiana Fever      | Kayla McBride        | Minnesota Lynx         | [ 24 ] [ 25 ] |
| Semana 12 (4-10 agosto)       | Allisha Gray (3)    | Atlanta Dream      | A'ja Wilson (3)      | Las Vegas Aces         | [ 26 ] [ 27 ] |
| Semana 13 (11-17 agosto)      | Kelsey Mitchell (2) | Indiana Fever      | A'ja Wilson (4)      | Las Vegas Aces         | [ 28 ] [ 29 ] |
| Semana 14 (18-24 agosto)      |                     |                    |                      |                        |               |
| Semana 15 (25-31 agosto)      |                     |                    |                      |                        |               |
| Semana 16 (1-7 septiembre)    |                     |                    |                      |                        |               |
| Semana 17 (8-14 septiembre)   |                     |                    |                      |                        |               |

#### Jugadora del mes
| Mes        | Conferencia Este | Conferencia Este | Conferencia Oeste    | Conferencia Oeste | Referencia    |
| Mes        | Jugador          | Equipo           | Jugador              | Equipo            | Referencia    |
| ---------- | ---------------- | ---------------- | -------------------- | ----------------- | ------------- |
| Mayo       | Allisha Gray     | Atlanta Dream    | Napheesa Collier     | Minnesota Lynx    | [ 30 ] [ 31 ] |
| Junio      | Allisha Gray (2) | Atlanta Dream    | Napheesa Collier (2) | Minnesota Lynx    | [ 32 ] [ 33 ] |
| Julio      | Sabrina Ionescu  | New York Liberty | Napheesa Collier (3) | Minnesota Lynx    | [ 34 ] [ 35 ] |
| Agosto     |                  |                  |                      |                   |               |
| Septiembre |                  |                  |                      |                   |               |

#### Novata del mes
| Mes        | Jugadora           | Equipo             | Referencia |
| ---------- | ------------------ | ------------------ | ---------- |
| Mayo       | Kiki Iriafen       | Washington Mystics | [ 36 ]     |
| Junio      | Paige Bueckers     | Dallas Wings       | [ 37 ]     |
| Julio      | Paige Bueckers (2) | Dallas Wings       | [ 38 ]     |
| Agosto     |                    |                    |            |
| Septiembre |                    |                    |            |

#### Entrenador(a) del mes
| Mes        | Entrenador(a)   | Equipo                 | Referencia |
| ---------- | --------------- | ---------------------- | ---------- |
| Mayo       | Sandy Brondello | New York Liberty       | [ 39 ]     |
| Junio      | Natalie Nakase  | Golden State Valkyries | [ 40 ]     |
| Julio      | Cheryl Reeve    | Minnesota Lynx         | [ 41 ]     |
| Agosto     |                 |                        |            |
| Septiembre |                 |                        |            |